# أندي ميتشيل (لاعب كرة قدم بريطاني)
أندي ميتشيل (بالإنجليزية: Andy Mitchell)‏ (18 أبريل 1990 بليفربول في المملكة المتحدة - ) هو لاعب كرة قدم بريطاني في مركز جناح ‏. لعب مع نادي إيرباص يو كاي بروتون ونادي بانغور سيتي ونادي تشستر سيتي.

## وصلات خارجية
- أندي ميتشيل على موقع قاعدة بيانات كرة القدم.إي يو (الإنجليزية)
- أندي ميتشيل على موقع Soccerbase.com (لاعب) (الإنجليزية)